# Gradina (obwód Razgrad)
Gradina (bułg. Градина) – wieś w Bułgarii, w obwodzie Razgrad, w gminie Łoznica. W 2023 roku liczyła 335 mieszkańców.